# Dinant
Dinant je frankofonní město v Belgii.
Nachází se ve valonské provincii Namur 28 km na jih od města Namur, 90 km jižně od Bruselu a 21 km severně od francouzských hranic.
Protéká jím řeka Máza.
Město má 13 091 obyvatel (1. července 2006), jeho rozloha činí 99,80 km² a hustota zalidnění je 131 obyvatel na km².

## Historie
Oblast byla osídlena již v neolitu a v dobách Keltů a Římanů.
První zmínka o osadě Dinant se objevuje ve spisu Kosmografie z roku 670 od anonyma z Ravenny.
Na počátku 7. století si Dinant zvolil jako své sídlo jeho patron sv. Perpetuus, biskup z Tongerenu a Maastrichtu, a založil zde kostel sv. Vincenta.
Roku 870 římský císař Karel II. Holý rozdělil Dinant na dvě části: jedna se ocitla pod správou hrabství Namur a druhá připadla tongerenskému a později lutyšskému biskupství.
V 11. století se stal Dinant jedním z 23 nejdůležitějších měst („bonnes villes“) knížectví Lutych.
V té době také vznikl první kamenný most přes Mázu (roku 1080) a byla provedena rozsáhlá oprava dinantského hradu.
Dinant byl součástí knížectví Lutych až do konce 18. století.
Obyvatelé se vůči nadvládě knížectví Lutych někdy bouřili, jindy se však město účastnilo bojů na straně knížectví, zejména proti sousednímu hrabství Namur.
Vzhledem ke své strategické poloze byl Dinant často vystaven bojům a drancování.
Roku 1464 v Dinantu propuklo povstání proti lutyšskému knížeti-biskupovi Ludvíku Bourbonskému, synovci Filipa III. Dobrého.
O dva roky později Filip III. Dobrý a jeho syn Karel Smělý město dobyli a vypálili.
800 obyvatel bylo při masakru vhozeno do řeky Mázy.

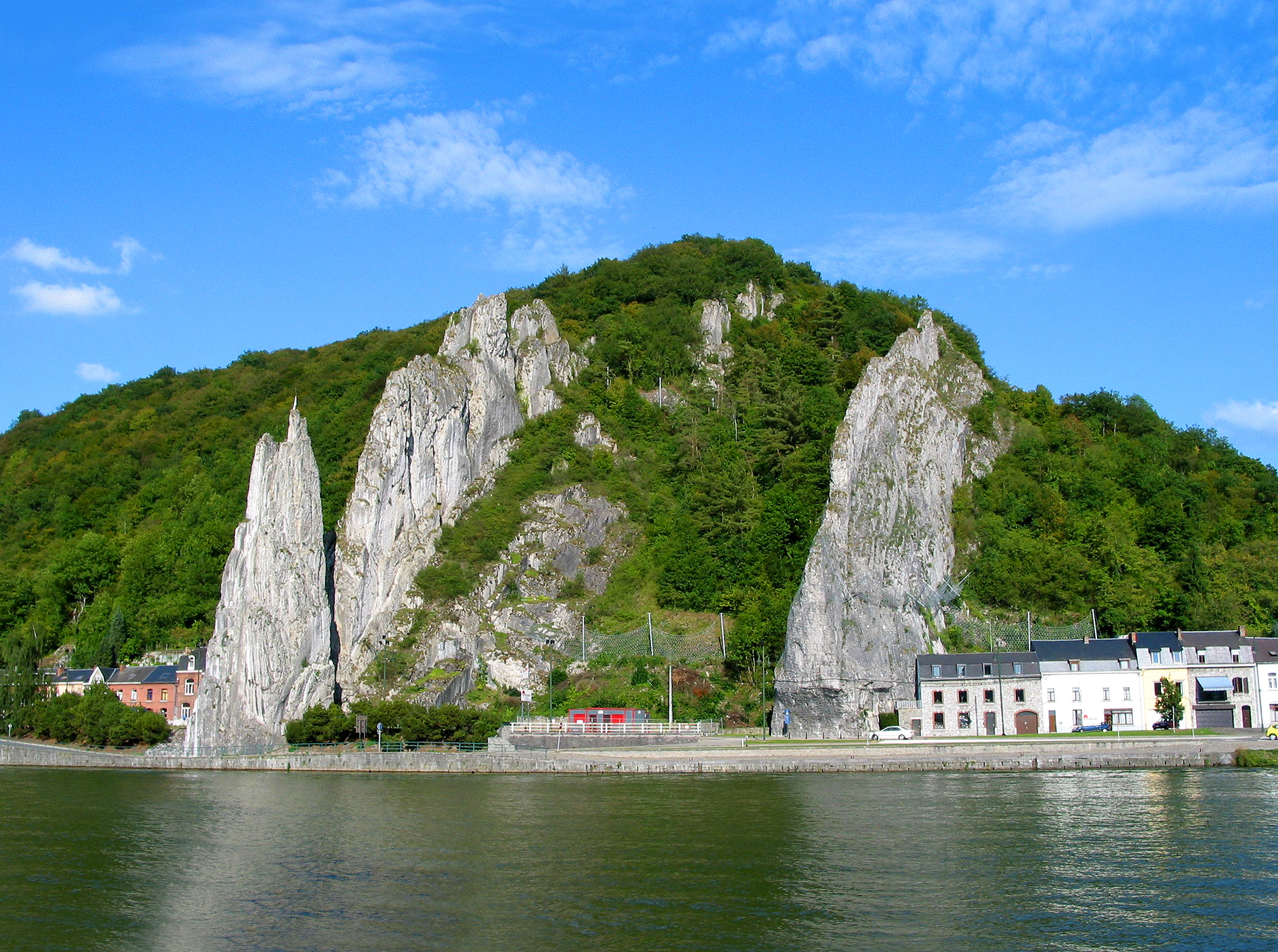
Dinant

Během válek mezi Francií a Španělskem v 16. a 17. století Dinant navzdory své neutralitě prožíval období úpadku, hladomorů a epidemií.
Roku 1675 bylo město obsazeno francouzskou armádou pod vedením maršála Françoise de Créquy.
Na konci 18. století se Dinantu nakrátko zmocnilo Rakousko a roku 1795 se celé biskupství Lutych stalo součástí Francie.
Na začátku první světové války se stal Dinant dějištěm dalšího krvavého masakru.
Německá armáda tehdy na místě popravila 674 civilních obyvatel a některé čtvrti města byly zcela zničeny požárem.

## Zajímavá místa
- Kolegiátní kostel Notre-Dame (13.–14. století)
- Citadela, postavená Nizozemci v letech 1818–1821 na skále ve výšce 100 m nad hladinou řeky Mázy. Původně na jejím místě stála citadela postavená v 11. století a zničená Francouzi roku 1703.
- Skála Bayard

## Významní rodáci
- David z Dinantu, filozof (cca 1160 – cca 1217, narození v Dinantu je nejisté)
- Joachim Patenier, malíř, (1485-1524)
- Antoine Joseph Wiertz, malíř (1806-1865)
- Adolphe Sax, hudebník, nástrojař a vynálezce saxofonu (1814-1894)
- Georges Pire, dominikánský mnich a nositel Nobelovy ceny za mír (1910-1969)
- André Buzin, malíř a návrhář poštovních známek

## Družba
Dinant má družbu s následujícími městy:
- Dinan, Francie
- Caldas da Rainha, Portugalsko
- Broxbourne, Spojené království
- Hoddesdon, Spojené království
- Chios, Řecko